# 東京勧業博覧会

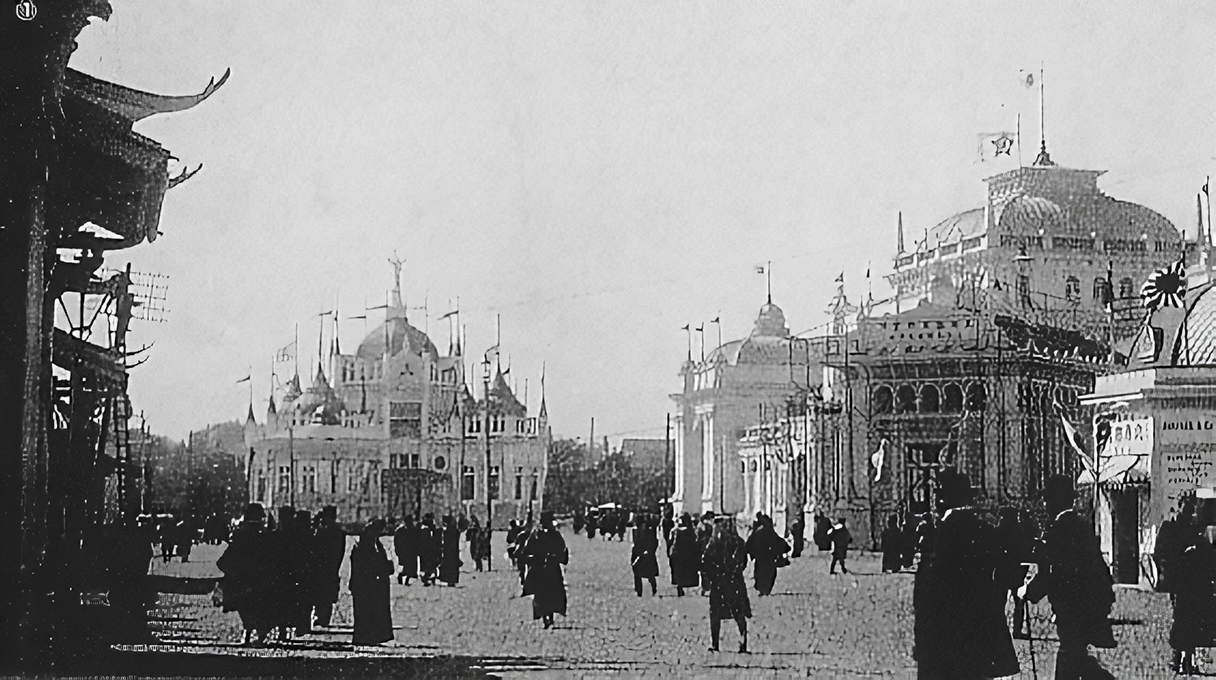
東京勧業博覧会

東京勧業博覧会（とうきょうかんぎょうはくらんかい）は1907年（明治40年）、上野公園で行われた博覧会である。

## 概要
主催は東京府。政府主催の内国勧業博覧会（第6回）が1907年に予定されていたが、日露戦争後の財政悪化により延期されたため、東京府が主催して博覧会を開催することになった。会期は1907年3月20日から7月31日まで、来場者は約680万人であった。
上野公園を第1会場、不忍池畔を第2会場、帝室博物館西側を第3会場として開催された。
不忍池のイルミネーションやウォーターシュート、観覧車などが評判になった。イルミネーションは（既に第5回内国勧業博覧会に登場しているが）夜の会場を楽しむ観客が多数集まり、夏目漱石の小説『虞美人草』の舞台にもなった。
観覧車は翌年、浅草公園六区常磐座の座主、初代根岸浜吉が譲り受け、常磐座南側へ設置して評判を呼んだ。
博覧会終了後、第二号館は東京帝室博物館に譲渡され、竹の台陳列館と命名されて、美術展会場として使用された。